# Boris Trajkovski
Boris Trajkovski (n. 25 iunie 1956, Monospitovo, Iugoslavia – d. 26 februarie 2004, Mostar, Bosnia-Herțegovina) a fost președintele Republicii Macedonia în perioada 1999 - 2004.